# GP2-seizoen 2012
Het GP2-seizoen 2012 is het achtste GP2 seizoen. Het seizoen bestaat uit 24 races, verdeeld over 12 ronden. Regerend kampioen Romain Grosjean maakte de overstap naar het Formule 1 team van Lotus.
Vanaf dit jaar wordt, net als in de GP3 Series, de puntentelling van de Formule 1 overgenomen. De punten in race 1 worden verdeeld onder de eerste tien finishers: 25-18-15-12-10-8-6-4-2-1, en de eerste acht finishers in race 2 krijgen ook punten: 15-12-10-8-6-4-2-1. De poleposition op zaterdag en de snelste ronden zijn nu respectievelijk 4 en 2 punten waard.
Davide Valsecchi van het team DAMS is kampioen geworden bij de coureurs nadat hij in de eerste race in Singapore als vierde eindigde, een positie voor zijn laatste concurrent Luiz Razia van Arden International. DAMS is ook kampioen geworden bij de constructeurs.

## Teams en coureurs
- Super Nova Racing heeft de GP2 verlaten en is vervangen door Venezuela GP Lazarus.
- Lotus ART heeft haar naam veranderd in Lotus GP.

| Team                    | Nr. | Coureur             | Ronde     |
| ----------------------- | --- | ------------------- | --------- |
| Barwa Addax Team        | 1   | Johnny Cecotto jr.  | Alle      |
| Barwa Addax Team        | 2   | Josef Král          | 1, 4-10   |
| Barwa Addax Team        | 2   | Dani Clos           | 2-3       |
| Barwa Addax Team        | 2   | Jake Rosenzweig     | 11-12     |
| DAMS                    | 3   | Davide Valsecchi    | Alle      |
| DAMS                    | 4   | Felipe Nasr         | Alle      |
| Racing Engineering      | 5   | Fabio Leimer        | Alle      |
| Racing Engineering      | 6   | Nathanaël Berthon   | Alle      |
| iSport International    | 7   | Marcus Ericsson     | Alle      |
| iSport International    | 8   | Jolyon Palmer       | Alle      |
| Lotus GP                | 9   | James Calado        | Alle      |
| Lotus GP                | 10  | Esteban Gutiérrez   | Alle      |
| Caterham Racing         | 11  | Rodolfo González    | Alle      |
| Caterham Racing         | 12  | Giedo van der Garde | Alle      |
| Scuderia Coloni         | 14  | Stefano Coletti     | 1-10      |
| Scuderia Coloni         | 14  | Luca Filippi        | 11-12     |
| Scuderia Coloni         | 15  | Fabio Onidi         | Alle      |
| Trident Racing          | 16  | Stéphane Richelmi   | Alle      |
| Trident Racing          | 17  | Julian Leal         | Alle      |
| Venezuela GP Lazarus    | 18  | Fabrizio Crestani   | 1-7       |
| Venezuela GP Lazarus    | 18  | Sergio Canamasas    | 8-12      |
| Venezuela GP Lazarus    | 19  | Giancarlo Serenelli | 1-9       |
| Venezuela GP Lazarus    | 19  | René Binder         | 10-12     |
| Rapax                   | 20  | Ricardo Teixeira    | 1-5, 7-12 |
| Rapax                   | 20  | Tom Dillmann        | 6         |
| Rapax                   | 21  | Tom Dillmann        | 1-5, 8    |
| Rapax                   | 21  | Daniël de Jong      | 6-7, 9-10 |
| Rapax                   | 21  | Stefano Coletti     | 11-12     |
| Arden International     | 22  | Simon Trummer       | Alle      |
| Arden International     | 23  | Luiz Razia          | Alle      |
| Ocean Racing Technology | 24  | Jon Lancaster       | 1         |
| Ocean Racing Technology | 24  | Brendon Hartley     | 2-3       |
| Ocean Racing Technology | 24  | Víctor Guerin       | 4-12      |
| Ocean Racing Technology | 25  | Nigel Melker        | Alle      |
| Carlin                  | 26  | Max Chilton         | Alle      |
| Carlin                  | 27  | Rio Haryanto        | Alle      |

### Rijders veranderingen
Van team veranderd
- Johnny Cecotto jr.: Ocean Racing Technology → Barwa Addax Team
- Dani Clos: Racing Engineering → Barwa Addax Team
- Stefano Coletti: Trident Racing → Scuderia Coloni
- Giedo van der Garde: Barwa Addax Team → Caterham Racing
- Rodolfo González: Trident Racing → Caterham Racing
- Josef Král: Arden International → Barwa Addax Team
- Julian Leal: Rapax → Trident Racing
- Fabio Leimer: Rapax → Racing Engineering
- Jolyon Palmer: Arden International → iSport International
- Luiz Razia: Team Air Asia → Arden International
- Davide Valsecchi: Team Air Asia → DAMS

Nieuw/teruggekeerd in de GP2
- Nathanaël Berthon: Formule Renault 3.5 Series (ISR Racing) → Racing Engineering
- James Calado: GP3 Series (Lotus ART) → Lotus GP
- Fabrizio Crestani: Auto GP (Lazarus) → Venezuela GP Lazarus
- Tom Dillmann: GP3 Series (Carlin/Addax Team) → Rapax
- Víctor Guerin: Italiaanse Formule 3-kampioenschap (Lucidi Motors) → Ocean Racing Technology
- Rio Haryanto: GP3 Series (Marussia Manor Racing) → Marussia Carlin
- Daniël de Jong: Formule Renault 3.5 Series (Comtec Racing) → Rapax
- Jon Lancaster: Auto GP (Super Nova Racing) → Ocean Racing Technology
- Nigel Melker: GP3 Series (RSC Mücke Motorsport) → Ocean Racing Technology
- Felipe Nasr: Britse Formule 3-kampioenschap (Carlin) → DAMS
- Fabio Onidi: Auto GP (Lazarus) → Scuderia Coloni
- Jake Rosenzweig: Formule Renault 3.5 Series (Mofaz Racing) → Barwa Addax Team
- Giancarlo Serenelli: LATAM Challenge Series (Re Racing) → Venezuela GP Lazarus
- Ricardo Teixeira: Formule 1 (testrijder Lotus) → Rapax
- Simon Trummer: GP3 Series (MW Arden) → Arden International

Uit de GP2
- Michail Aljosjin: Carlin → Formule Renault 3.5 Series (Team RFR)
- Jules Bianchi: Lotus ART → Formule Renault 3.5 Series (Tech 1 Racing)
- Sam Bird: iSport International → Formule Renault 3.5 Series (ISR Racing)
- Adam Carroll: Super Nova Racing →
- Kevin Ceccon: Scuderia Coloni → GP3 Series (Ocean Racing Technology)
- Fairuz Fauzy: Super Nova Racing →
- Luca Filippi: Super Nova Racing/Scuderia Coloni → IndyCar Series (Rahal Letterman Lanigan Racing)
- Romain Grosjean: DAMS → Formule 1 (Lotus)
- Michael Herck: Scuderia Coloni →
- Kevin Mirocha: Ocean Racing Technology → Formule 2
- Álvaro Parente: Racing Engineering/Carlin → FIA GT (Hexis Racing)
- Charles Pic: Barwa Addax Team → Formule 1 (Marussia)
- Davide Rigon: Scuderia Coloni → Formule 1 (testrijder Ferrari)
- Oliver Turvey: Carlin → Formule 1 (testrijder McLaren)
- Pål Varhaug: DAMS → Auto GP (Virtuosi UK)
- Christian Vietoris: Racing Engineering → DTM (HWA Team)

Tijdens het seizoen
- Voor de rondes in Bahrein vervangt de Spanjaard Dani Clos de Tsjech Josef Král bij Barwa Addax Team. Door het team is hiervoor geen verklaring naar buiten gebracht. Voor de ronde in Barcelona vervangt Král Clos weer, omdat hij een vrijdagtraining rijdt in de Formule 1 voor het team van HRT. Voor de ronde in Italië wordt Král vervangen door de Amerikaan Jake Rosenzweig.
- Voor de rondes in Bahrein vervangt de Nieuw-Zeelander Brendon Hartley de Brit Jon Lancaster bij Ocean Racing Technology. Dit komt door het gebrek aan sponsorgeld van Lancaster. Voor de ronde in Barcelona wordt Hartley weer vervangen door Víctor Guerin.
- Voor de ronde in Valencia vervangt de Nederlander Daniël de Jong de Angolees Ricardo Teixeira bij Rapax. Dit komt door gezondheidsproblemen voor Teixeira. Voor de ronde in Groot-Brittannië vervangt Teixeira weer zijn Franse teamgenoot Tom Dillmann wegens budgetproblemen. Voor de ronde in Duitsland wordt De Jong weer vervangen door Dillmann, omdat De Jong in de Auto GP moest rijden. Voor de ronde in Hongarije keerde De Jong weer terug in de auto van Dillmann. Voor de ronde in Italië vervangt de Monegask Stefano Coletti weer De Jong in zijn auto, waarna de Italiaan Luca Filippi Coletti vervangt bij diens oude team Scuderia Coloni.
- Voor de ronde in Duitsland vervangt de Spanjaard Sergio Canamasas de Italiaan Fabrizio Crestani bij Venezuela GP Lazarus.
- Voor de ronde in België vervangt de Oostenrijker René Binder de Venezolaan Giancarlo Serenelli bij Venezuela GP Lazarus.

## Races
- Op 16 december 2011 werd de GP2-kalender van 2012 bekend. Voor het eerst gaat de GP2 rijden in Maleisië en Singapore en er wordt een tweede ronde in Bahrein toegevoegd. Dit komt door de fusie met de GP2 Asia Series, dat in 2011 het laatste seizoen had. De kalender telt 24 races, een record voor de GP2.

| Ronde | Ronde | Circuit                       | Datum        | Pole Position       | Snelste ronde       | Winnend coureur     | Winnend team         |
| ----- | ----- | ----------------------------- | ------------ | ------------------- | ------------------- | ------------------- | -------------------- |
| 1     | R1    | Sepang International Circuit  | 24 maart     | Davide Valsecchi    | Davide Valsecchi    | Luiz Razia          | Arden International  |
| 1     | R2    | Sepang International Circuit  | 25 maart     |                     | Rio Haryanto        | James Calado        | Lotus GP             |
| 2     | R1    | Bahrain International Circuit | 21 april     | Davide Valsecchi    | Davide Valsecchi    | Davide Valsecchi    | DAMS                 |
| 2     | R2    | Bahrain International Circuit | 22 april     |                     | Giedo van der Garde | Davide Valsecchi    | DAMS                 |
| 3     | R1    | Bahrain International Circuit | 27 april     | Giedo van der Garde | Davide Valsecchi    | Davide Valsecchi    | DAMS                 |
| 3     | R2    | Bahrain International Circuit | 28 april     |                     | Davide Valsecchi    | Tom Dillmann        | Rapax                |
| 4     | R1    | Circuit de Catalunya          | 12 mei       | James Calado        | Esteban Gutiérrez   | Giedo van der Garde | Caterham Racing      |
| 4     | R2    | Circuit de Catalunya          | 13 mei       |                     | Luiz Razia          | Luiz Razia          | Arden International  |
| 5     | R1    | Circuit de Monaco             | 25 mei       | Johnny Cecotto jr.  | Stefano Coletti     | Johnny Cecotto jr.  | Barwa Addax Team     |
| 5     | R2    | Circuit de Monaco             | 26 mei       |                     | Luiz Razia          | Jolyon Palmer       | iSport International |
| 6     | R1    | Valencia Street Circuit       | 23 juni      | James Calado        | Esteban Gutiérrez   | Esteban Gutiérrez   | Lotus GP             |
| 6     | R2    | Valencia Street Circuit       | 24 juni      |                     | Felipe Nasr         | Luiz Razia          | Arden International  |
| 7     | R1    | Silverstone                   | 7 juli       | Fabio Leimer        | Esteban Gutiérrez   | Esteban Gutiérrez   | Lotus GP             |
| 7     | R2    | Silverstone                   | 8 juli       |                     | Marcus Ericsson     | Luiz Razia          | Arden International  |
| 8     | R1    | Hockenheim                    | 21 juli      | Giedo van der Garde | Johnny Cecotto jr.  | Johnny Cecotto jr.  | Barwa Addax Team     |
| 8     | R2    | Hockenheim                    | 22 juli      |                     | James Calado        | James Calado        | Lotus GP             |
| 9     | R1    | Hungaroring                   | 28 juli      | Max Chilton         | Davide Valsecchi    | Max Chilton         | Carlin               |
| 9     | R2    | Hungaroring                   | 29 juli      |                     | Esteban Gutiérrez   | Esteban Gutiérrez   | Lotus GP             |
| 10    | R1    | Spa-Francorchamps             | 1 september  | Rio Haryanto        | Giedo van der Garde | Marcus Ericsson     | iSport International |
| 10    | R2    | Spa-Francorchamps             | 2 september  |                     | Stefano Coletti     | Josef Král          | Barwa Addax Team     |
| 11    | R1    | Autodromo Nazionale Monza     | 8 september  | Max Chilton         | Fabio Leimer        | Luca Filippi        | Scuderia Coloni      |
| 11    | R2    | Autodromo Nazionale Monza     | 9 september  |                     | Davide Valsecchi    | Davide Valsecchi    | DAMS                 |
| 12    | R1    | Marina Bay Street Circuit     | 22 september | Luca Filippi        | Esteban Gutiérrez   | Max Chilton         | Carlin               |
| 12    | R2    | Marina Bay Street Circuit     | 23 september |                     | Stefano Coletti     | Giedo van der Garde | Caterham Racing      |

## Kampioenschap

### Coureurs
| Pos | Coureur             | MYS | MYS | BHR | BHR | BHR | BHR | ESP | ESP | MON | MON | VAL | VAL | GBR | GBR | DUI | DUI | HON | HON | BEL | BEL | ITA | ITA | SIN | SIN | Punten |
| --- | ------------------- | --- | --- | --- | --- | --- | --- | --- | --- | --- | --- | --- | --- | --- | --- | --- | --- | --- | --- | --- | --- | --- | --- | --- | --- | ------ |
| 1   | Davide Valsecchi    | 2   | DNF | 1   | 1   | 1   | 3   | 4   | 3   | 4   | DNF | 18  | 10  | 7   | 2   | 13  | 7   | 2   | 4   | 3   | DNF | 6   | 1   | 4   | 5   | 247    |
| 2   | Luiz Razia          | 1   | 5   | 2   | 4   | 4   | 2   | 8   | 1   | 15  | 6   | 3   | 1   | 5   | 1   | 7   | 10  | 3   | 3   | 6   | 20  | DNF | 16  | 5   | 4   | 222    |
| 3   | Esteban Gutiérrez   | 7   | 2   | 3   | 2   | 10  | 4   | 10  | 7   | 23  | 8   | 1   | DNF | 1   | 4   | 10  | 5   | 8   | 1   | 11  | 13  | 9   | DNF | 2   | 6   | 176    |
| 4   | Max Chilton         | 3   | 7   | 4   | 5   | 5   | 13  | 7   | 5   | 5   | 2   | 7   | 4   | 9   | 19  | 14  | DNF | 1   | 11  | 12  | 22  | 4   | 6   | 1   | 19  | 169    |
| 5   | James Calado        | 8   | 1   | 5   | 3   | 16  | 12  | 2   | 4   | 7   | DNF | 8   | 2   | DNF | 20  | 8   | 1   | 4   | 6   | 2   | 3   | 12  | 14  | DNF | 10  | 160    |
| 6   | Giedo van der Garde | 9   | 4   | DNF | 9   | 3   | 19  | 1   | 6   | 3   | 3   | 11  | 6   | 8   | 21  | 5   | 2   | 5   | 10  | 5   | 21  | DNF | 11  | 8   | 1   | 160    |
| 7   | Fabio Leimer        | 4   | 6   | 7   | 12  | 2   | 8   | 12  | 11  | 18  | DNF | 4   | 3   | 14  | 9   | 2   | 4   | 9   | 14  | DNF | 5   | 5   | 2   | 3   | 3   | 152    |
| 8   | Marcus Ericsson     | 13  | DNF | 13  | 16  | 7   | 7   | 13  | 22  | 2   | 4   | 2   | DNF | 21  | 7   | 11  | 15  | 18  | DNF | 1   | 4   | 3   | 7   | 7   | 2   | 124    |
| 9   | Johnny Cecotto jr.  | DNF | 22  | DNF | 22  | 9   | DNF | 18  | 13  | 1   | DNF | DSQ | DNF | 2   | 18  | 1   | 6   | DNF | DNF | 17  | DNF | 2   | 5   | DNF | 9   | 104    |
| 10  | Felipe Nasr         | 6   | 3   | DNF | 6   | 11  | 5   | 11  | 9   | 17  | DNF | DNF | 14  | 6   | 3   | 4   | 3   | 25  | 8   | 8   | 2   | DNF | 21  | 6   | 7   | 95     |
| 11  | Jolyon Palmer       | 17  | 12  | DNS | 7   | 24  | 22  | 9   | DNS | 6   | 1   | DNF | DNF | 3   | 5   | 18  | 18  | 6   | 5   | DNF | 10  | 7   | 3   | DNF | DNF | 78     |
| 12  | Nathanaël Berthon   | 11  | 8   | 21  | DNF | 12  | 10  | 5   | 2   | 9   | 7   | 6   | 5   | 12  | 14  | 15  | 9   | 7   | 2   | 14  | 19  | 15  | 15  | 10  | 15  | 60     |
| 13  | Stefano Coletti     | 5   | 23  | DNF | 23  | 21  | 18  | 3   | 8   | 10  | DNF | 9   | DNF | DNF | DNF | 20  | 19  | 10  | 9   | 20  | 8   | 8   | 4   | 13  | 8   | 50     |
| 14  | Rio Haryanto        | 12  | 10  | 9   | 15  | 6   | 6   | 16  | 15  | 14  | 11  | 5   | DNF | 10  | 12  | 17  | 11  | 12  | 7   | 10  | 7   | 19  | 12  | 9   | 11  | 38     |
| 15  | Tom Dillmann        | 18  | 11  | 6   | 10  | 8   | 1   | 22  | 12  | 11  | DNF | DNF | 12  |     |     | 9   | DNF |     |     |     |     |     |     |     |     | 29     |
| 16  | Luca Filippi        |     |     |     |     |     |     |     |     |     |     |     |     |     |     |     |     |     |     |     |     | 1   | 22  | DNF | DNS | 29     |
| 17  | Josef Král          | 14  | 9   |     |     |     |     | 20  | 16  | DNF | 10  | DSQ | 11  | 16  | 10  | 12  | 13  | 24  | 17  | 4   | 1   |     |     |     |     | 27     |
| 18  | Stéphane Richelmi   | 19  | 19  | 11  | DNF | 17  | 17  | 21  | 19  | 8   | DNF | 14  | DNF | 13  | DNF | 3   | 21  | 17  | 21  | 9   | 6   | 13  | 9   | 14  | 22  | 25     |
| 19  | Nigel Melker        | 16  | 14  | 20  | 18  | 19  | 11  | 14  | 24  | DNF | 12  | DNF | 13  | 4   | 6   | 6   | 8   | 14  | 18  | DNF | DNS | 11  | DNF | 12  | 12  | 25     |
| 20  | Fabio Onidi         | 20  | 13  | 8   | 14  | 20  | 9   | 6   | 18  | DNF | DNF | 13  | 17  | 22  | 8   | 19  | 22  | 11  | 24  | 16  | 12  | 21  | DNF | DNF | 20  | 13     |
| 21  | Julian Leal         | 15  | 15  | 12  | 17  | 15  | 14  | 24  | 17  | 21  | DNF | 12  | 8   | 20  | 17  | 21  | 12  | 16  | 15  | 7   | 9   | 10  | 8   | 11  | 16  | 9      |
| 22  | Rodolfo González    | DNF | 18  | 15  | 20  | 18  | 15  | 15  | 14  | 13  | 5   | 15  | 15  | 23  | DNF | 23  | 20  | 23  | 16  | DNF | 14  | 22  | 20  | DNF | 18  | 6      |
| 23  | Simon Trummer       | 22  | 16  | 16  | 8   | 14  | DNF | 23  | 20  | 12  | 9   | 10  | 7   | 15  | 11  | 16  | 17  | 13  | 13  | 15  | 16  | 16  | 17  | DNF | 14  | 4      |
| 24  | Fabrizio Crestani   | 10  | 21  | 14  | 19  | DNF | 23  | 17  | 10  | 19  | DNF | DNF | DNS | 11  | 22  |     |     |     |     |     |     |     |     |     |     | 1      |
| 25  | Brendon Hartley     |     |     | 10  | DNF | 13  | 16  |     |     |     |     |     |     |     |     |     |     |     |     |     |     |     |     |     |     | 1      |
| 26  | Daniël de Jong      |     |     |     |     |     |     |     |     |     |     | 16  | 9   | DNF | 13  |     |     | 15  | 19  | 13  | 11  |     |     |     |     | 0      |
| 27  | Sergio Canamasas    |     |     |     |     |     |     |     |     |     |     |     |     |     |     | 22  | 14  | 22  | 12  | DNF | DNF | 14  | 11  | 16  | DSQ | 0      |
| 28  | Dani Clos           |     |     | 19  | 11  | DNF | DNF |     |     |     |     |     |     |     |     |     |     |     |     |     |     |     |     |     |     | 0      |
| 29  | Ricardo Teixeira    | 21  | 24  | 17  | 13  | 23  | 20  | DNF | 23  | 20  | DNF |     |     | 18  | 15  | DSQ | 16  | 19  | 20  | 18  | 15  | 20  | 18  | 17  | 21  | 0      |
| 30  | Víctor Guerin       |     |     |     |     |     |     | 19  | 21  | 16  | DNF | 17  | 18  | 17  | DNS | DNF | 23  | 21  | 23  | DNF | 18  | 23  | DNF | DNF | 13  | 0      |
| 31  | René Binder         |     |     |     |     |     |     |     |     |     |     |     |     |     |     |     |     |     |     | 19  | 17  | 17  | 13  | DNF | DNF | 0      |
| 32  | Jake Rosenzweig     |     |     |     |     |     |     |     |     |     |     |     |     |     |     |     |     |     |     |     |     | 18  | 19  | 15  | 17  | 0      |
| 33  | Giancarlo Serenelli | 23  | 20  | 18  | 21  | 22  | 21  | 25  | DNF | 22  | DNF | DNF | 16  | 19  | 16  | 24  | DNF | 20  | 22  |     |     |     |     |     |     | 0      |
| 34  | Jon Lancaster       | DNF | 17  |     |     |     |     |     |     |     |     |     |     |     |     |     |     |     |     |     |     |     |     |     |     | 0      |
| Pos | Coureur             | MYS | MYS | BHR | BHR | BHR | BHR | ESP | ESP | MON | MON | VAL | VAL | GBR | GBR | DUI | DUI | HON | HON | BEL | BEL | ITA | ITA | SIN | SIN | Punten |

### Teams
| Pos | Team                    | No. | MYS | MYS | BHR | BHR | BHR | BHR | ESP | ESP | MON | MON | VAL | VAL | GBR | GBR | DUI | DUI | HON | HON | BEL | BEL | ITA | ITA | SIN | SIN | Punten |
| --- | ----------------------- | --- | --- | --- | --- | --- | --- | --- | --- | --- | --- | --- | --- | --- | --- | --- | --- | --- | --- | --- | --- | --- | --- | --- | --- | --- | ------ |
| 1   | DAMS                    | 3   | 2   | DNF | 1   | 1   | 1   | 3   | 4   | 3   | 4   | DNF | 18  | 10  | 7   | 2   | 13  | 7   | 2   | 4   | 3   | DNF | 6   | 1   | 4   | 5   | 342    |
| 1   | DAMS                    | 4   | 6   | 3   | DNF | 6   | 11  | 5   | 11  | 9   | 17  | DNF | DNF | 14  | 6   | 3   | 4   | 3   | 25  | 8   | 8   | 2   | DNF | 21  | 6   | 7   | 342    |
| 2   | Lotus GP                | 9   | 8   | 1   | 5   | 3   | 16  | 12  | 2   | 4   | 7   | DNF | 8   | 2   | DNF | 20  | 8   | 1   | 4   | 6   | 2   | 3   | 12  | 14  | DNF | 10  | 336    |
| 2   | Lotus GP                | 10  | 7   | 2   | 3   | 2   | 10  | 4   | 10  | 7   | 23  | 8   | 1   | DNF | 1   | 4   | 10  | 5   | 8   | 1   | 11  | 13  | 9   | DNF | 2   | 6   | 336    |
| 3   | Arden International     | 22  | 22  | 16  | 16  | 8   | 14  | DNF | 23  | 20  | 12  | 9   | 10  | 7   | 15  | 11  | 16  | 17  | 13  | 13  | 15  | 16  | 16  | 17  | DNF | 14  | 226    |
| 3   | Arden International     | 23  | 1   | 5   | 2   | 4   | 4   | 2   | 8   | 1   | 15  | 6   | 3   | 1   | 5   | 1   | 7   | 10  | 3   | 3   | 6   | 20  | DNF | 16  | 5   | 4   | 226    |
| 4   | Racing Engineering      | 5   | 4   | 6   | 7   | 12  | 2   | 8   | 12  | 11  | 18  | DNF | 4   | 3   | 14  | 9   | 2   | 4   | 9   | 14  | DNF | 5   | 5   | 2   | 3   | 3   | 212    |
| 4   | Racing Engineering      | 6   | 11  | 8   | 12  | DNF | 12  | 10  | 5   | 2   | 9   | 7   | 6   | 5   | 12  | 14  | 15  | 9   | 7   | 2   | 14  | 19  | 15  | 15  | 10  | 15  | 212    |
| 5   | Carlin                  | 26  | 3   | 7   | 4   | 5   | 5   | 13  | 7   | 5   | 5   | 2   | 7   | 4   | 9   | 19  | 14  | DNF | 1   | 11  | 12  | 22  | 4   | 6   | 1   | 19  | 207    |
| 5   | Carlin                  | 27  | 12  | 10  | 9   | 15  | 6   | 6   | 16  | 15  | 14  | 11  | 5   | DNF | 10  | 12  | 17  | 11  | 12  | 7   | 10  | 7   | 19  | 12  | 9   | 11  | 207    |
| 6   | iSport International    | 7   | 13  | DNF | 13  | 16  | 7   | 7   | 13  | 22  | 2   | 4   | 2   | DNF | 21  | 7   | 11  | 15  | 18  | DNF | 1   | 4   | 3   | 7   | 7   | 2   | 202    |
| 6   | iSport International    | 8   | 17  | 12  | DNS | 7   | 24  | 22  | 9   | DNS | 6   | 1   | DNF | DNF | 3   | 5   | 18  | 18  | 6   | 5   | DNF | 10  | 7   | 3   | DNF | DNF | 202    |
| 7   | Caterham Racing         | 11  | DNF | 18  | 15  | 20  | 18  | 15  | 15  | 14  | 13  | 5   | 15  | 15  | 23  | DNF | 23  | 20  | 23  | 16  | DNF | 14  | 22  | 20  | DNF | 14  | 166    |
| 7   | Caterham Racing         | 12  | 9   | 4   | DNF | 9   | 3   | 19  | 1   | 6   | 3   | 3   | 11  | 6   | 8   | 21  | 5   | 2   | 5   | 10  | 5   | 21  | DNF | 10  | 8   | 1   | 166    |
| 8   | Barwa Addax Team        | 1   | DNF | 22  | DNF | 22  | 9   | DNF | 18  | 13  | 1   | DNF | DSQ | DNF | 2   | 18  | 1   | 6   | DNF | DNF | 17  | DNF | 2   | 5   | DNF | 9   | 131    |
| 8   | Barwa Addax Team        | 2   | 14  | 9   | 19  | 11  | DNF | DNF | 20  | 16  | DNF | 10  | DSQ | 11  | 17  | 10  | 12  | 13  | 24  | 17  | 4   | 1   | 18  | 19  | 15  | 17  | 131    |
| 9   | Rapax                   | 20  | 21  | 24  | 17  | 13  | 23  | 20  | DNF | 23  | 20  | DNF | DNF | 12  | 19  | 15  | DSQ | 16  | 19  | 20  | 18  | 15  | 20  | 18  | 17  | 21  | 44     |
| 9   | Rapax                   | 21  | 18  | 11  | 6   | 10  | 8   | 1   | 22  | 12  | 11  | DNF | 16  | 9   | DNF | 13  | 9   | DNF | 15  | 19  | 13  | 11  | 8   | 4   | 13  | 8   | 44     |
| 10  | Trident Racing          | 16  | 19  | 19  | 11  | DNF | 17  | 17  | 21  | 19  | 8   | DNF | 14  | DNF | 14  | DNF | 3   | 21  | 17  | 21  | 9   | 6   | 13  | 9   | 14  | 22  | 34     |
| 10  | Trident Racing          | 17  | 15  | 15  | 12  | 17  | 15  | 14  | 24  | 17  | 21  | DNF | 12  | 8   | 21  | 17  | 17  | 12  | 16  | 15  | 7   | 9   | 10  | 8   | 11  | 16  | 34     |
| 11  | Ocean Racing Technology | 24  | DNF | 17  | 10  | DNF | 13  | 16  | 19  | 21  | 16  | DNF | 17  | 18  | 18  | DNS | DNF | 23  | 21  | 23  | DNF | 18  | 23  | DNF | DNF | 13  | 26     |
| 11  | Ocean Racing Technology | 25  | 16  | 14  | 20  | 18  | 19  | 11  | 14  | 24  | DNF | 12  | DNF | 13  | 4   | 6   | 6   | 8   | 14  | 18  | DNF | DNS | 11  | DNF | 12  | 12  | 26     |
| 12  | Venezuela GP Lazarus    | 18  | 10  | 21  | 14  | 19  | DNF | 23  | 17  | 10  | 19  | DNF | DNF | DNS | 11  | 22  | 22  | 14  | 22  | 12  | DNF | DNF | 14  | 11  | 16  | DSQ | 1      |
| 12  | Venezuela GP Lazarus    | 19  | 23  | 20  | 18  | 21  | 22  | 21  | 25  | DNF | 22  | DNF | DNF | 16  | 20  | 16  | 24  | DNF | 20  | 22  | 19  | 17  | 17  | 13  | DNF | DNF | 1      |
| DSQ | Scuderia Coloni         | 14  | 5   | 23  | DNF | 23  | 21  | 18  | 3   | 8   | 10  | DNF | 9   | DNF | DNF | DNF | 20  | 19  | 10  | 9   | 20  | 8   | 1   | 22  | DNF | DNS | 0 (77) |
| DSQ | Scuderia Coloni         | 15  | 20  | 13  | 8   | 14  | 20  | 9   | 6   | 18  | DNF | DNF | 13  | 17  | 13  | 8   | 19  | 22  | 11  | 24  | 16  | 12  | 21  | DNF | DNF | 20  | 0 (77) |
| Pos | Team                    | No. | MYS | MYS | BHR | BHR | BHR | BHR | ESP | ESP | MON | MON | VAL | VAL | GBR | GBR | DUI | DUI | HON | HON | BEL | BEL | ITA | ITA | SIN | SIN | Punten |

- Coureurs vertrekkend van pole-position zijn vetgedrukt.
- Coureurs met de snelste raceronde in cursief.

GP2: 2005 · 2006 · 2007 · 2008 · 2009 · 2010 · 2011 · 2012 · 2013 · 2014 · 2015 · 2016 (Lijst van coureurs)

GP3: 2010 · 2011 · 2012 · 2013 · 2014 · 2015 · 2016 · 2017 · 2018 (Lijst van coureurs)

GP2 Asia: 2008 · 2008-2009 · 2009-2010 · 2011 (Lijst van coureurs)